# Middenweg 460a (Amsterdam)
Middenweg 460a, Amsterdam is een gebouw aan de Middenweg, Amsterdam-Oost, Watergraafsmeer.
Het onopvallende gebouwtje staat aan het zuidelijk eind van de Middenweg, vlak voordat zij onder de rijksweg 10 duikt. Het staat daarbij samen met een elektriciteitshuisje in een groenstrook tussen de Middenweg en haar ventweg. In de Tweede Wereldoorlog bouwde de bezettingsmacht aan een verdedigingslinie rondom Amsterdam. Zij maakte daarbij gebruik van natuurlijke barrières, waarvan er een lag waar later die rijksweg, ook wel rondweg Amsterdam, werd aangelegd. Ten behoeve van die post werd een zogenaamd Bereitschaftsraum gebouwd. Het gebouwtje heeft de structuur van de lichtste categorie bunker, dat wil zeggen dat de wanden van baksteen zijn met een dikte tot 65 centimeter (verstärkt feldmässig). Na de Tweede Wereldoorlog kreeg het diverse bestemmingen tot bloemenstal aan toe.
Het werd op 26 augustus 2003 tot gemeentelijk monument verklaard; het was toen een van nog resterende bezettersgebouwtjes; de rest is afgebroken.